# Till dig, Herre, tar jag min tillflykt
Till dig, Herre, tar jag min tillflykt är en psalm med text ur Psaltaren 31. Musiken är skriven 1992 av Holger Lissner.

## Publicerad som
- Nr 907 i Psalmer i 90-talet under rubriken "Psaltarpsalmer och Cantica".